# Quỷ dối lừa
Ác quỷ dối lừa, hay còn được gọi là evil genius, là một khái niệm triết học thuộc trường phái triết học Descartes (do nhà triết học René Descartes phát triển). Trong cuốn Suy ngẫm về Triết học Tiên khởi (Meditations on First Philosophy) công bố năm 1641, Descartes đặt giả thuyết về sự tồn tại của một ác quỷ, một sự nhân cách hóa của kẻ mà "sự gian trá và quỷ quyệt của hắn cũng lớn lao như quyền năng của hắn vậy, kẻ đã dồn hết nỗ lực vào việc lừa dối chúng ta." Ác quỷ tạo ra một ảo tượng hoàn hảo về thế giới bên ngoài, bao gồm cả các ý thức khác (ngoài người ở ngôi thứ nhất), mà theo như viễn cảnh của Descartes thì một thế giới bên ngoài như vậy không hề tồn tại. Ác quỷ còn trình hiện cho Descartes cảm giác hoàn chỉnh của chính thân thể ông, bao gồm toàn bộ cảm quan thuộc về cơ thể, trong khi thực sự ông không hề có cơ thể nào cả. Hầu hết các học giả Cartesian cho rằng ác quỷ dối lừa cũng là một đấng toàn năng (omnipotence), và có khả năng thay đổi mọi khái niệm toán học cũng như nền tảng logic, dù vậy sự toàn năng của ác quỷ sẽ mâu thuẫn với giả thuyết của Descartes như khi ông đã bác bỏ sự quy kết về tính toàn năng của ác quỷ.
Đây là một trong số những hệ thống học thuyết nghi ngờ mà Descartes sử dụng trong tác phẩm triết học của mình.